# 4 of a Kind
4 of a Kind è il quarto album dei Dirty Rotten Imbeciles, pubblicato nel 1988 dalla Metal Blade Records.

## Tracce
1. All for Nothing – 3:56
2. Manifest Destiny – 2:38
3. Gone Too Long – 2:20
4. Do the Dream – 2:36
5. Shut-Up! – 2:47
6. Modern World – 4:22
7. Think for Yourself – 4:43
8. Slumlord – 1:53
9. Dead in a Ditch – 0:49
10. Suit and Tie Guy – 3:44
11. Man Unkind – 5:29

## Formazione
- Kurt Brecht – voce
- Spike Cassidy – chitarra, basso
- Josh Pappe – basso
- Felix Griffin – batteria